# Apristurus albisoma
 Apristurus albisoma és un peix de la família dels esciliorrínids i de l'ordre dels carcariniformes.

## Morfologia
Pot arribar als 59,6 cm de llargària total en el cas dels mascles i als 56,6 en el de les femelles.

## Reproducció
És ovípar.

## Distribució geogràfica
Es troba a les costes del sud de Nova Caledònia.